# 亞馬爾號大型登陸艦
亞馬爾號大型登陸艦（羅馬化：Yamal），1987年至2002年編號為БДК-67，是一艘蘇聯海軍和俄羅斯海軍的大型登陸艦，屬於775工程大型登陸艦項目（北約代號為「蟾蜍級大型登陸艦」）。其駐紮在黑海艦隊，隸屬於第197登陸艦旅。

## 歷史
該艦在波蘭格但斯克北方造船廠建造。其自1987年開始建造，於1988年4月30日開始服役。其原編號為「БДК-67」，由於俄羅斯亞馬爾-涅涅茨自治區政府自2001年6月起贊助該艦，其自2002年1月3日起更名為「亞馬爾號」。

## 服役

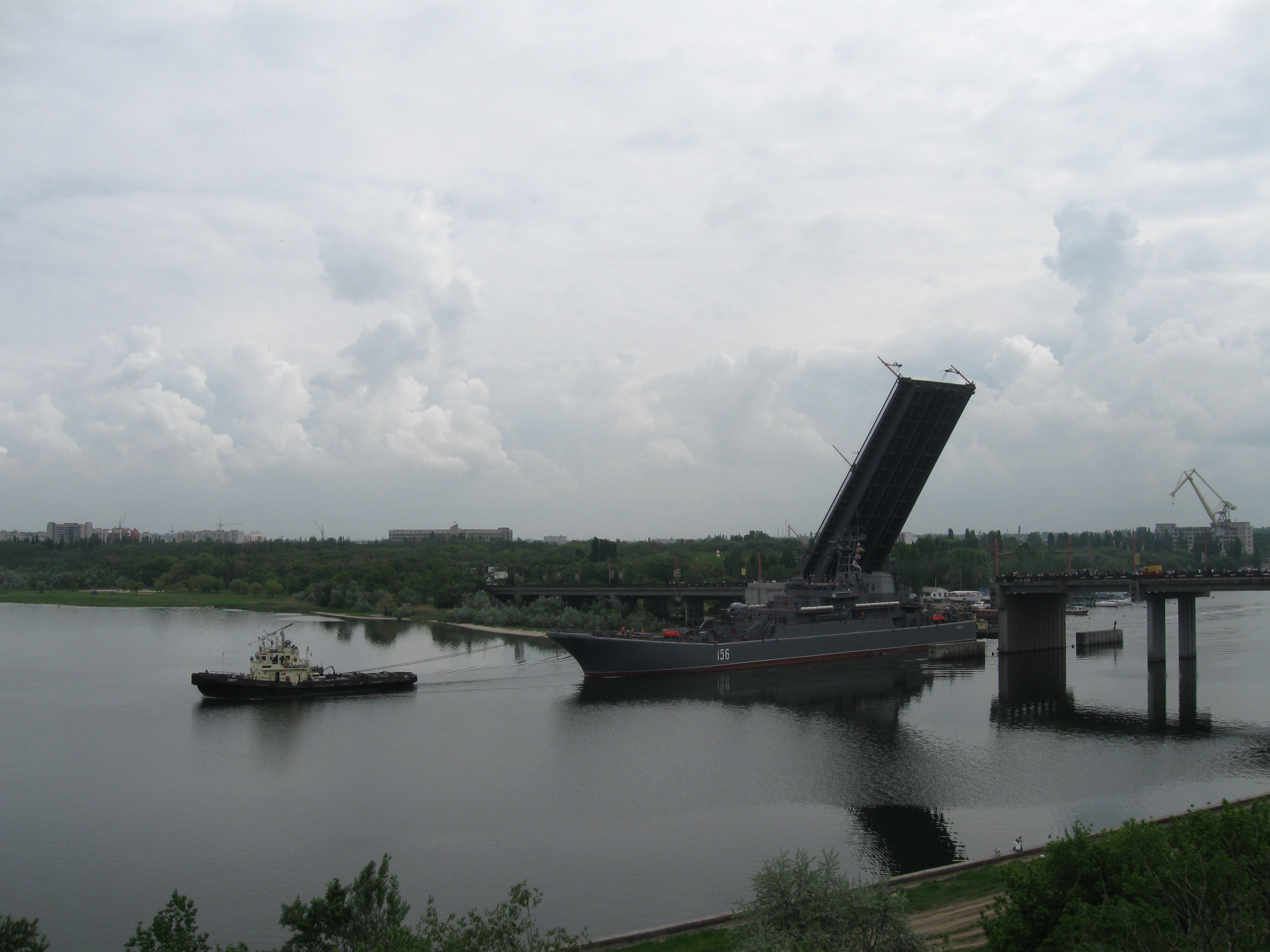
因胡爾大橋下的亞馬爾號，2010年5月拍攝

該艦隸屬於俄羅斯黑海艦隊第197登陸艦旅，軍事單位72136，艦號186。
2013年至2015年，該艦於俄羅斯海軍地中海艦隊服役。
據開源情報網站InformNapalm稱，亞馬爾號參與俄羅斯聯邦併吞克里米亞的行動。2017年底，該艦與另一艘貨輪相撞。俄羅斯當局表示，他們只須短時間即完成維修，其於2018年恢復使用。
2024年3月23日晚，烏克蘭海軍對俄軍亞速空軍基地發動導彈攻擊。烏克蘭武裝部隊總參謀部和戰略委員會報告導彈成功命中亞馬爾號和亞速號大型登陸艦兩艦。